# Innocenzo del Bufalo-Cancellieri
Innocenzo del Bufalo-Cancellieri (Roma, 1566 - Roma, 27 de março de 1610) foi um cardeal do século XVII

## Biografia
Nasceu em Roma em 1566. De uma antiga família patrícia originalmente de Pistoia. Segundo filho de Tommaso del Bufalo e Silvia de' Rustici. As outras crianças eram Muzio, Quinzio, Marcantonia e Giulia. Seu sobrenome também está listado apenas como Bufalo; como Bubalo; como Bubalus; como Bubalis; e como Bufalo de' Cancellieri.
Frequentou o Collegio Romano, a partir de janeiro de 1582, onde estudou filosofia, teologia e direito, obtendo o doutorado nesta última disciplina; defendeu sua tese perante o cardeal Marcantonio Colonna. Estudou junto com o futuro cardeal Pietro Aldobrandini..
Referendário dos Tribunais da Assinatura Apostólica de Justiça e da Graça no pontificado do Papa Sisto V. Abbreviatore di parco maggiore na Chancelaria Apostólica, 1586. Vigário do Cardeal Domenico Pinelli, arcipreste da basílica patriarcal da Libéria. Governador de Narni, 19 de outubro de 1590. Governador de Benevento, 28 de maio de 1591. Cônego da basílica patriarcal do Vaticano, 28 de agosto de 1594. Inquisidor em Malta, 1595. Vice-governador de Fermo, 15 de julho de 1598..
Eleito bispo de Camerino em 14 de maio de 1601. Consagrado em 20 de maio de 1601, na basílica patriarcal do Vaticano, Roma, pelo cardeal Mariano Pierbenedetti, auxiliado por Napoleão Comitoli, bispo de Perugia, e por Tommaso Vannini, bispo de Avellino. Prelado doméstico de Sua Santidade. Núncio na França, de 14 de junho de 1601 (1) até 26 de setembro de 1604. Em novembro de 1603, pediu para voltar a Roma por motivos de saúde..
Criado cardeal sacerdote no consistório de 9 de junho de 1604; recebeu o gorro vermelho e o título de S. Tommaso em Parione, em 10 de dezembro de 1604. Participou do conclave de março de 1605, que elegeu o Papa Leão XI. Participou do conclave de maio de 1605, que elegeu o Papa Paulo V. Optou pelo título de S. Marcello, em 1º de junho de 1605. Prefeito da Sagrada Consulta, 1605-1606. Optou pelo título de S. Pudenziana, em 30 de janeiro de 1606. Renunciou ao governo da diocese de Camerino antes de 20 de fevereiro de 1606. Optou pelo título de Ss. Nereo ed Achilleo, 19 de novembro de 1607..
Morreu em Roma em 27 de março de 1610, no Palazzo del Bufalo, Roma. Enterrado no túmulo de seu antepassado na igreja de S. Maria in Via, Roma.